# The Phosphorescent Blues
The Phosphorescent Blues è il quarto album in studio del gruppo americano Punch Brothers, pubblicato il 27 gennaio 2015. La band ha annunciato l'uscita del primo singolo dell'album, I Blew It Off, il 17 novembre 2014, il 4 dicembre, del 2014, il gruppo ha annunciato il nome dell'album e la data di uscita, insieme al secondo singolo, Julep. Julep è stato nominato come Best American Roots Song e Best American Roots Performance ai Grammy Awards del 2016 . La copertina dell'album è tratta dal dipinto di The Lovers René Magritte (1928).

## Tracce
1. Familiarity – 10:23
2. Julep – 5:26
3. Passepied (Claude Debussy)
4. I Blew It Off – 3:07
5. Magnet – 3:14
6. My Oh My – 4:19
7. Boll Weevil – 2:36
8. Prélude – 0:58 (Alexander Scriabin)
9. Forgotten – 4:17
10. Between 1st and A – 4:15
11. Little Lights – 4:42

### Edizione esclusiva in vinile
1. "Sleek White Baby"
2. Clementine (Elliott Smith)
3. The Hops of Guldenberg – 4:52
4. The Wireless